# Maison Jailles
La maison Jailles (ou Jaille) est située en France à Agen, dans le département de Lot-et-Garonne en région Nouvelle-Aquitaine.

## Localisation
La maison est située 7 rue Auguste-Gué, à Agen, dans le département français de Lot-et-Garonne.

## Historique
La maison Jailles est un hôtel particulier de style éclectique construit pour l'ingénieur agenais Alexandre Jaille (1819-1889). 
Les plans ont été réalisés et les travaux dirigés par l'architecte départemental Léopold Payen en 1874.
L'édifice est inscrit au titre des monuments historiques le 20 décembre 2002.

## Description
La maison Jaille est coiffée d'un toit à la Mansart percé de lucarnes avec des mascarons d'inspiration Renaissance.  Le décor intérieur est un rappel du style Louis XV pour les boiseries et du style Louis XVI pour les peintures. 
La partie la plus remarquable est la cage de l'escalier d'honneur qui s'ouvre sur des portiques à deux colonnes du vestibule et des paliers. Il est entièrement revêtu de panneaux de marbre de couleurs différentes dans le goût du XVIIe siècle.

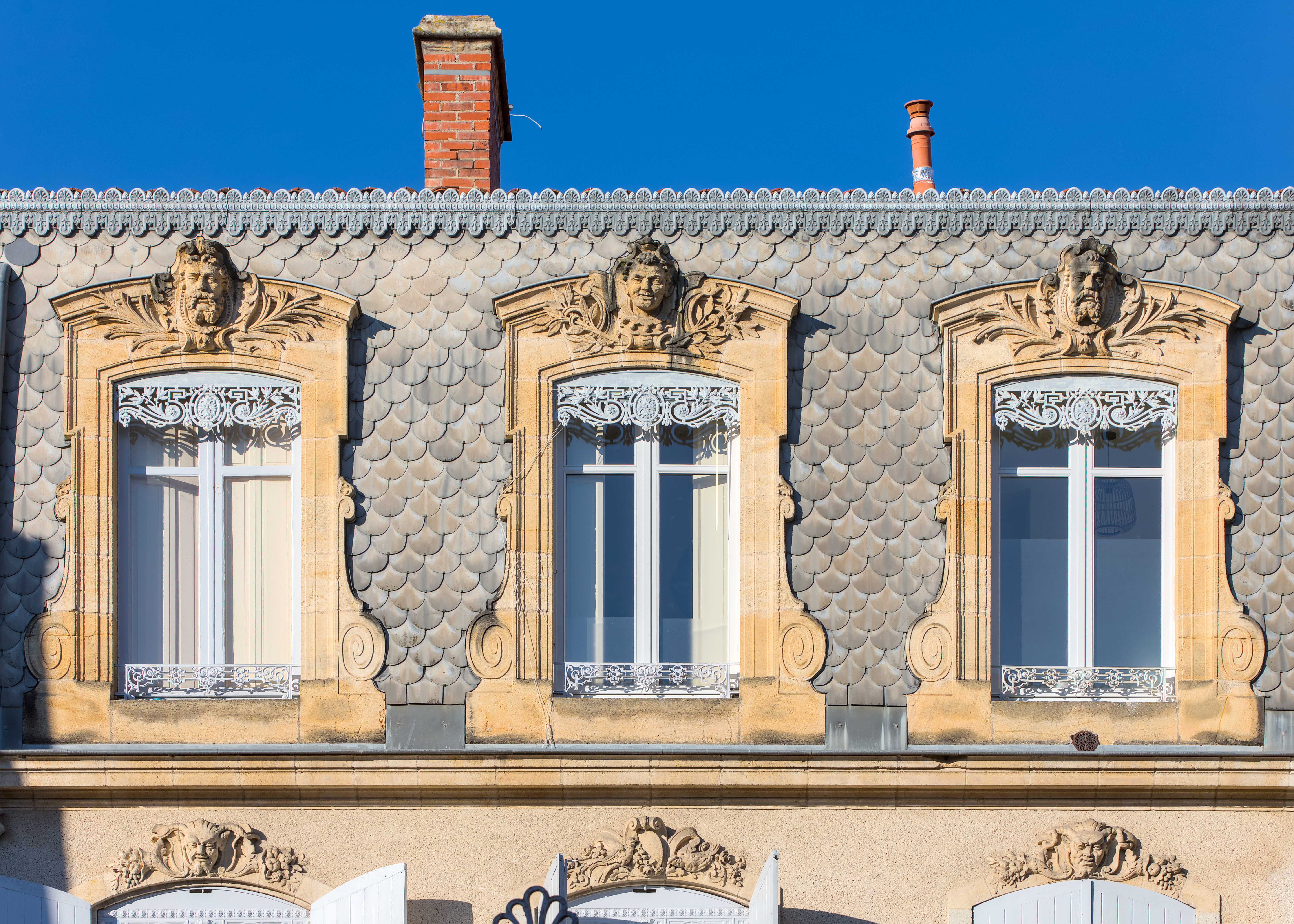
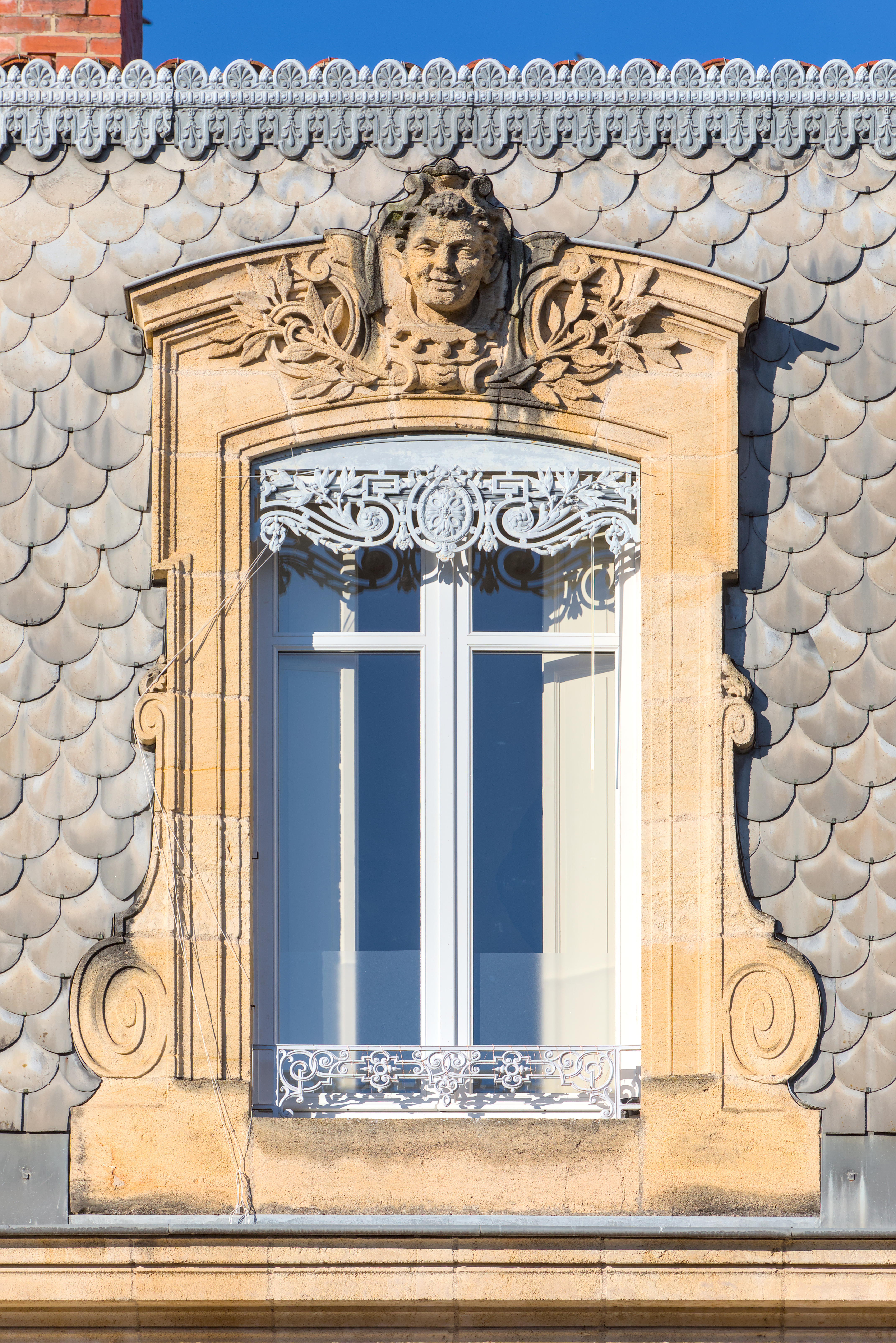